# Płetwa sterowa

Płetwa sterowa na jachcie kilowym.

Płetwa sterowa na jachcie mieczowym.

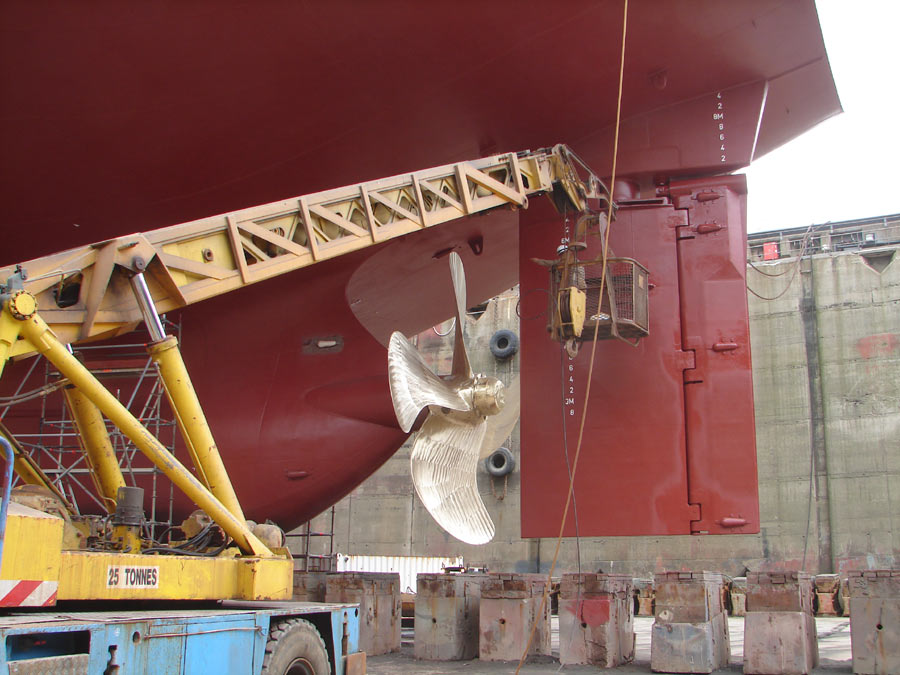
Płetwa sterowa statku Bro Elisabeth

Płetwa sterowa – płat steru. Płetwa steru, obracając się wokół osi (pionowej lub zbliżonej do pionu) zaburza symetrię opływu wody wokół poruszającego się statku, generuje siłę przesuwającą rufę w kierunku przeciwnym do wychylenia płetwy, co powoduje zmianę kursu statku. Ponieważ do powstania siły potrzebny jest opływ wody, nie można obrócić statku stojącego, z zatrzymanym napędem.
Na niektórych płetwach sterowych znajduje się Gruszka Costy – zgrubienie położone na przedłużeniu osi śruby.